# Right Said Fred
Right Said Fred é uma banda pop , eurodance inglesa e rock formada em 1989 pelos irmãos Richard Fairbrass e Fred Fairbrass com seu amigo Mark Hollins de East Grinstead. O grupo tem esse nome em homenagem a uma canção que foi hit de Bernard Cribbins em 1962.

## Discografia

### Álbuns
- I'm Too Sexy (1992)
- Up (1992) #1 Reino Unido, #46 EUA
- Sex & Travel (1993) #35 R. Unido
- Smashing! (1996)
- Fredhead (2001)
- Stand Up (2002)
- For Sale (2006)
- I'm a Celebrity" (2009)
- Hits! (2009)